# Daiane dos Santos
Daiane García dos Santos coneguda com a Daiane dos Santos (Porto Alegre, 10 de febrer de 1983) és una gimnasta brasilera.
Té dues maniobres amb el seu nom: Dos Santos i Dos Santos II (executat a les olímpiades d'estiu de 2004). El Dos Santos és un twist amb doble mortal carpada, i el Dos Santos II és el mateix, solament que amb doble mortal planxa, que abans cap gimnasta va fer en la història. Desafortunadament, quan aquesta la va executar, va fer un pas fora de l'àrea de sòl, descomptant-li diversos punts, va sortir cinquena. El 2004 va tornar, vencent a Catalina Ponor i a Cheng Fei, sent campiona mundial de sòl. Va intentar seguir en aquest lloc en el campionat mundial a Melbourne, però una caiguda en les finals va deixar lliure el pas per Alicia Sacramone, que va guanyar. Daiane va acabar setena, i va decidir canviar la seva rutina.
El 2006, va tornar amb una rutina completament nova, on va guanyar la seva primera medalla d'or, en "The Moscow's leg of FIG's World Cup".
Ella va participar en el campionat mundial de 2006, però va aclarir que no usaria la maniobra "Dos Santos II" per una estona. Va acabar quarta, després de mínims problemes amb les caigudes dels seus salts.
Va qualificar per a les finals del campionat mundial a Brasil per a sòl, per això, no podia permetre que les altres gimnastes guanyessin, no podia deixar ser vençuda al seu país natal, est era el seu dia. Després d'elegants maniobres i audaços moviments, Daiane va sortir per segona i consecutiva vegada, campiona mundial de gimnàstica en sòl. Brasil va acabar la competició amb 6 medalles, mai havia passat.
El primer campionat de 2007 de Daiane va ser en la copa mundial en Ghent. Ho va utilitzar com a entrada de calor pels Jocs Panamericans. Va sortir octava en les barres paral·leles, i va obtenir una medalla de bronze en sòl.
El 6 de juliol, Daiane es va torçar el turmell dret. El CBG (Confederació Brasilera de Gimnàstica) va assegurar que podria participar en els Jocs Panamericans. Metges van decidir no respondre aquesta pregunta fins al cap de 48 hores, per saber com de greu seria la lesió.

## Música
2004/2005:"Brasileirinho" per Waldir Azevedo.
2006/fins a l'actualitat:"Isto Aqui O Que É" per Ary Barroso.

## Medalles
- Medalles d'Or: 1998, 2001, 2003, 2004, 2005, 2006, 2007 (Sòl)
- Medalles de Plata: 1999 (Salt)
- Medalles de Bronze: 1999, 2003, 2004, 2007 (Sòl)